# Contea di Békés
Békés è una contea dell'Ungheria orientale al confine con la Romania. Confina con le altre contee di Csongrád-Csanád, Jász-Nagykun-Szolnok e Hajdú-Bihar; suo capoluogo è Békéscsaba.

## Caratteristiche del territorio
La contea ha 351 148 abitanti e una densità di 62,36 abitanti per chilometro quadrato, la sua superficie è di 5631,05 km² e conta 75 comuni.

## Storia
Nella contea si trova anche il villaggio di Körösladány, luogo di nascita di Luigi Tukory (Lajos Tüköry), patriota ungherese unitosi ai Mille di Garibaldi e morto a Palermo il 27 maggio 1860 durante gli scontri con l'esercito borbonico.

## Struttura della contea
La contea di Békés è una tipica provincia della Grande Pianura Ungherese con un ridotto numero di villaggi ma tutti di grandi dimensioni sia come superficie che come popolazione. Il 70% della popolazione vive nelle città, 17% nel resto del territorio.

### Capoluogo

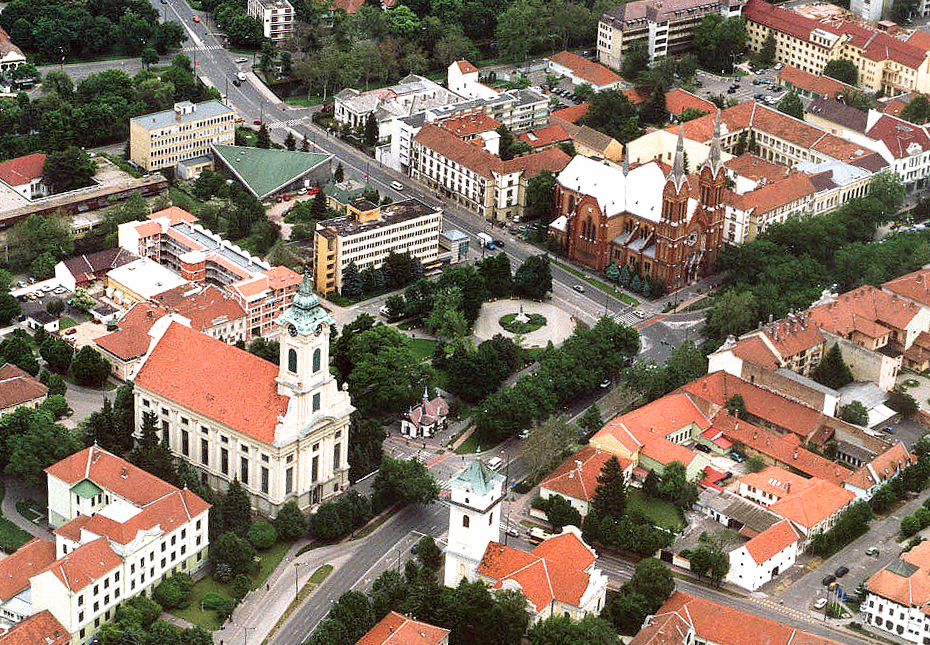
Békéscsaba

### Città
(in ordine di popolazione, secondo il censimento del 2001)
- Gyula (32,967)
- Orosháza (32,052)
- Békés (21,657)
- Szarvas (18,563)
- Gyomaendrőd (15,523)
- Mezőberény (11,551)
- Sarkad (10,959)
- Szeghalom (10,201)
- Dévaványa (8,986)
- Vésztő (7,656)
- Mezőkovácsháza (7,026)
- Battonya (6,747)
- Tótkomlós (6,638)
- Füzesgyarmat (6,565)
- Mezőhegyes (6,355)
- Csorvás (5,765)
- Elek (5,583)
- Körösladány (5,267)

### Altri comuni

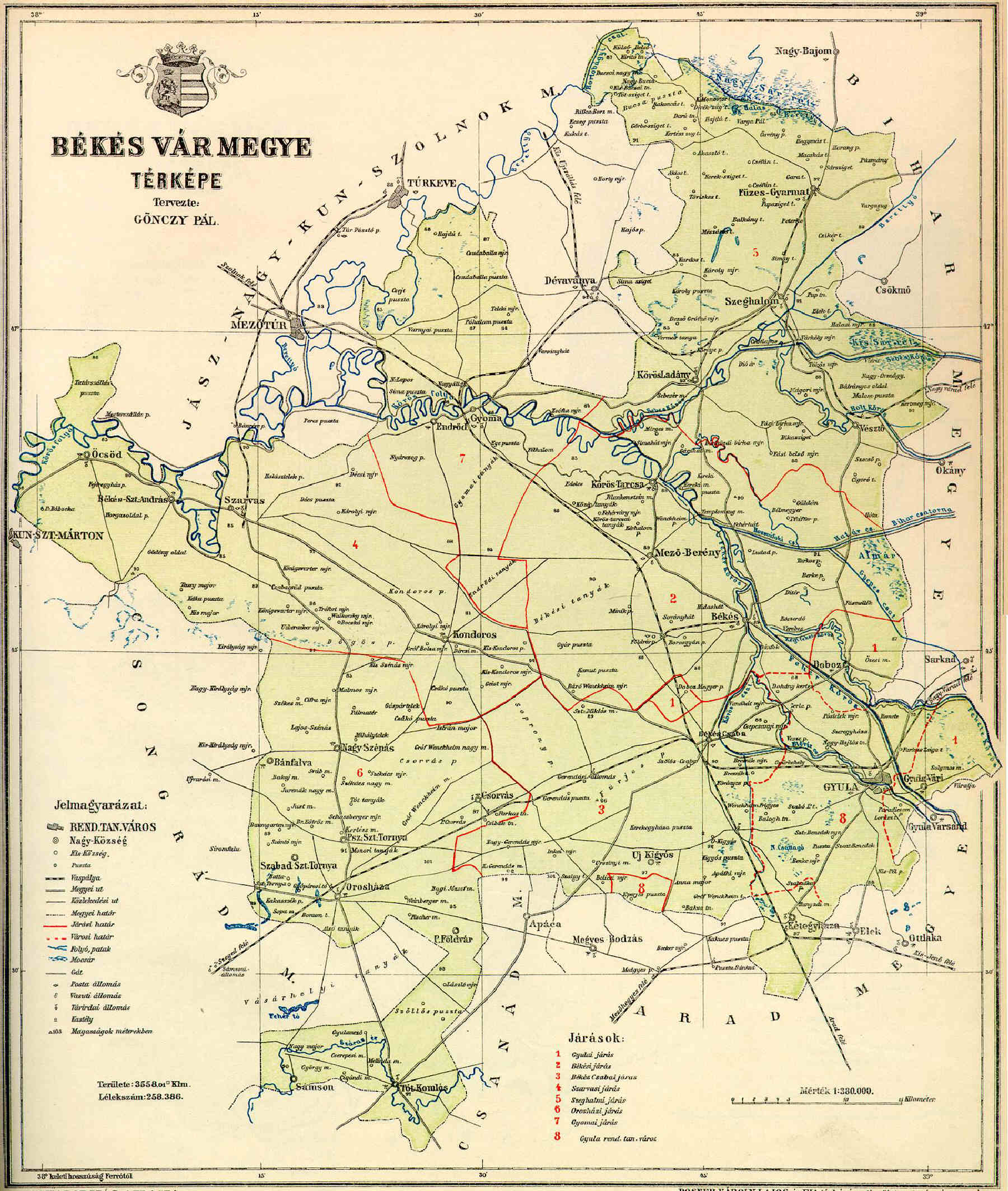
Vecchia mappa della provincia con insediamenti, strade e ferrovie

- Almáskamarás
- Békéssámson
- Békésszentandrás
- Bélmegyer
- Biharugra
- Bucsa
- Csabacsűd
- Csabaszabadi
- Csanádapáca
- Csárdaszállás
- Doboz
- Dombegyház

- Dombiratos
- Ecsegfalva
- Gádoros
- Gerendás
- Geszt
- Hunya
- Kamut
- Kardos
- Kardoskút
- Kaszaper
- Kertészsziget

- Kétegyháza
- Kétsoprony
- Kevernes
- Kisdombegyház
- Kondoros
- Körösnagyharsány
- Köröstarcsa
- Körösújfalu
- Kötegyán
- Kunágota
- Lökösháza
- Magyarbánhegyes
- Magyardombegyház
- Medgyesbodzás
- Medgyesegyháza
- Méhkerék
- Mezőgyán
- Murony
- Nagybánhegyes
- Nagykamarás
- Nagyszénás
- Okány
- Örménykút
- Pusztaföldvár
- Pusztaottlaka
- Sarkadkeresztúr
- Szabadkígyós
- Tarhos
- Telekgerendás
- Újkígyós
- Újszalonta
- Végegyháza
- Zsadány